# Haus Burgund-Ivrea
Das Haus Burgund-Ivrea war eine Familie des europäischen Hochadels. Ursprünglich in Burgund beheimatet und in weiblicher Linie von den Karolingern, abstammend, spielte das Geschlecht vom 9. bis zur Mitte des 16. Jahrhunderts eine herausragende Rolle.
Die Geschichte des Hauses Burgund-Ivrea gliedert sich in vier wesentliche Abschnitte:
- Die Markgrafen von Ivrea 879–1030
- Die Grafen von Burgund (Franche-Comté) 995–1184 und (in der Linie Chalon) 1248–1330
- Die Könige von Kastilien und León 1126–1369 (darunter auch der römisch-deutsche König Alfons von Kastilien)
- (unter dem Namen Haus Chalon) die Fürsten von Orange 1417–1530
- Eine Bastardlinie der Familie setzte als Haus Trastámara die Linie der Könige von Kastilien und León, später dann auch von Aragonien, Sizilien und Neapel fort.

## Persönlichkeiten

### Markgrafschaft Ivrea
- Anskar II. († um 902), Markgraf von Ivrea
- Adalbert I. der Reiche († wohl 923), Markgraf von Ivrea
- Berengar II. († 966), dessen Sohn, Markgraf von Ivrea und König von Italien
- Adalbert II. († 971), dessen Sohn, Markgraf von Ivrea und Mitkönig von Italien

### Freigrafschaft Burgund
- Otto Wilhelm († 1026), dessen Sohn, Graf von Burgund etc.
- Rainald I., dessen Sohn, Graf von Burgund 1026–1057
- Wilhelm I., dessen Sohn, Graf von Burgund 1057–1087
- Rainald II., dessen Sohn, Graf von Burgund, 1087–1105
- Wilhelm II. der Deutsche, dessen Sohn, Graf von Burgund, 1105–1125
- Wilhelm III. das Kind, dessen Sohn, Graf von Burgund, 1125–1127
- Rainald, III., Neffe Rainalds II., Graf von Burgund, 1127–1148
- Beatrix von Burgund († 1184), dessen Tochter, Gräfin von Burgund 1148–1184, deutsche Kaiserin als Ehefrau Friedrich Barbarossas

#### Linie Chalon
- Hugo von Salins († 1266), 1248 Pfalzgraf von Burgund, Ehemann der Pfalzgräfin Adelheid von Burgund aus dem Haus Andechs-Meranien
- Otto IV. († 1302), deren Sohn, Pfalzgraf von Burgund
- Robert († 1315), dessen Sohn, Graf von Burgund
- Johanna II. († 1330), dessen Schwester, Gräfin von Burgund, Ehefrau Philipps V. König von Frankreich (Kapetinger)
- Blanka von Burgund († 1325/1326), Ehefrau Karls IV. König von Frankreich (Kapetinger)

### KastilienundLeón
- Raimund von Burgund, Sohn Wilhelms I. von Burgund und Ehemann der Königin Urraca von León-Kastilien
- Alfons VII., deren Sohn, 1126–1157 König von Kastilien und León
- Sancho III., dessen Sohn, 1157–1158 König von Kastilien
- Ferdinand II., dessen Bruder, 1157–1188 König von León
- Alfons VIII., Sohn Sanchos III., 1158–1214 König von Kastilien
- Alfons IX., Sohn Ferdinands II., 1188–1230 König von León
- Heinrich I., Sohn Alfons’ VIII., 1214–1217 König von Kastilien
- Berenguela, dessen Schwester, 1217–1230 Königin von Kastilien
- Blanka von Kastilien, deren Schwester, 1226–1236 und 1248–1242 Regentin Frankreichs
- Ferdinand III. der Heilige, Sohn Alfons’ IX. und Berenguelas, 1217–1252 König von Kastilien, 1230–1252 König von León
- Alfons X. der Weise, dessen Sohn, 1252–1284 König von Kastilien und León, 1257–1275 deutscher König
- Sancho IV., dessen Sohn, 1284–1295 König von Kastilien und León
- Ferdinand IV., dessen Sohn, 1295–1312 König von Kastilien und León
- Alfons XI., dessen Sohn, 1312–1350 König von Kastilien und León
- Peter I. der Grausame, dessen Sohn, 1350–1369 König von Kastilien und León

Peter I. wurde 1369 vertrieben, ihm folgte sein (illegitimer) Halbbruder Heinrich II., der der Gründer des Hauses Trastámara wurde.

### Fürstentum Orange(Linie Chalon)
- Johann III. von Chalon-Arlay († 1418), Fürst von Orange (1393) durch Heirat mit der Erbtochter Marie des Baux
- Ludwig genannt le Bon (‚der Gute‘) († 1463), deren Sohn, Fürst von Orange
- Wilhelm VII. († 1475), dessen Sohn, Fürst von Orange
- Johann II. de Chalon († 1502), dessen Sohn, Fürst von Orange
- Philibert de Chalon († 1530), dessen Sohn, Fürst von Orange, letzter männlicher Abkömmling des Hauses Chalon-Arlay. Er adoptierte Renatus, den Sohn seiner Schwester Claudia, durch den alle Rechte an die ottonische Linie des Hauses Nassau gingen.